# Sverige i världsmästerskapen i landsvägscykling 2011
Sverige i världsmästerskapen i landsvägscykling 2011, genom Svenska Cykelförbundet, deltog i världsmästerskapen i landsvägscykling 2011 i Köpenhamn, Danmark.

## Svenska laget

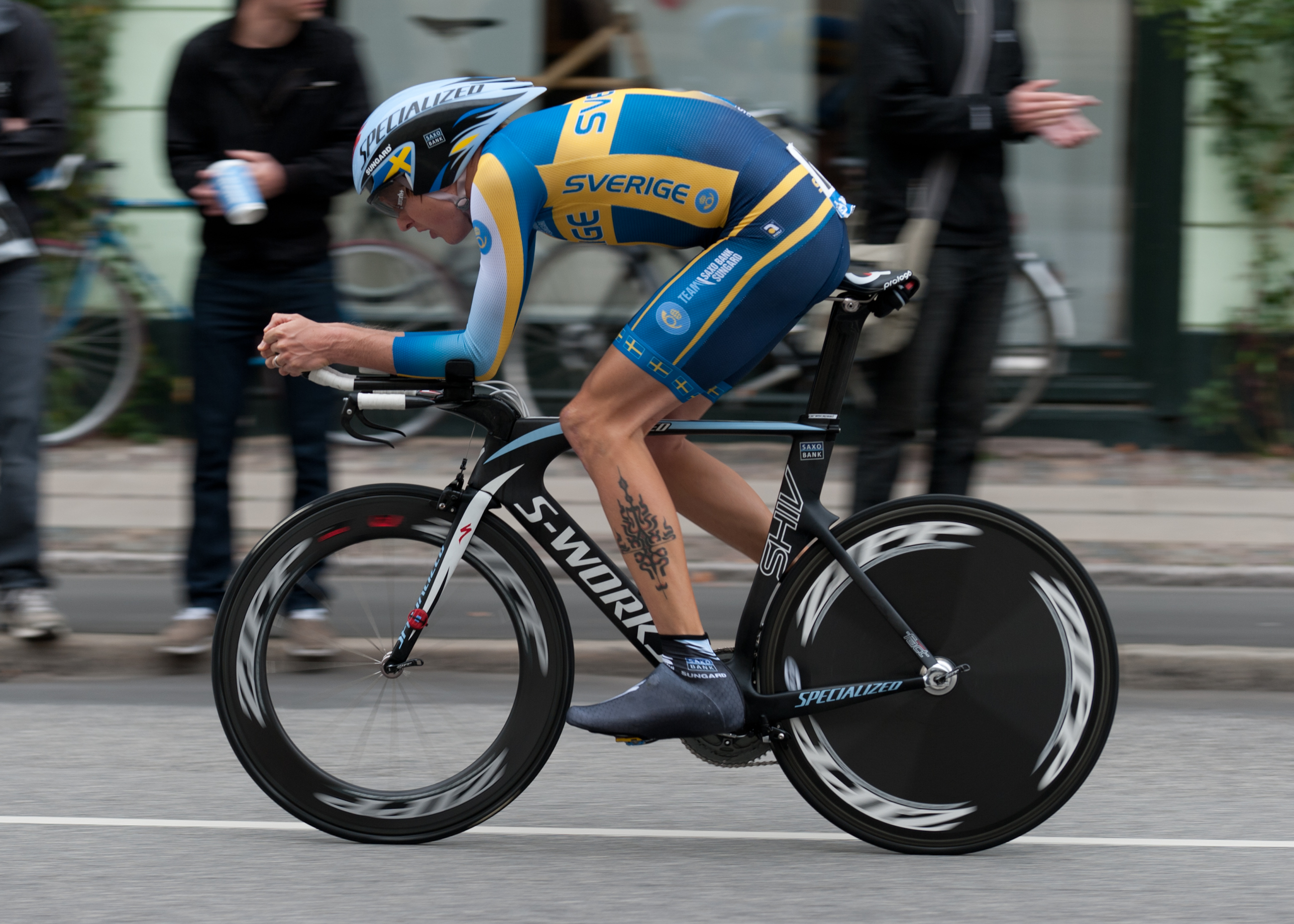
Gustav Larsson (Sverige).

| Sverige (25)           |                 |                               |
| Cyklist                | Konkurrens      | Placering                     |
| Damer                  |                 |                               |
| Emma Ahlstrand         | Juniortävlingar | 62. Linjelopp                 |
| Emilia Fahlin          | Elittävlingar   | 9. Tempolopp, 20. Linjelopp   |
| Felicia Ferner         | Juniortävlingar | 59. Linjelopp                 |
| Emma Johansson         | Elittävlingar   | 14. Linjelopp, 14. Tempolopp  |
| Marie Lindberg         | Elittävlingar   | 84. Linjelopp                 |
| Saara Mustonen         | Elittävlingar   | 93. Linjelopp                 |
| Alexandra Nessmar      | Juniortävlingar | 33. Tempolopp, 37. Linjelopp  |
| Madelene Olsson        | Elittävlingar   | 86. Linjelopp                 |
| Jenny Rissveds         | Juniortävlingar | 32. Tempolopp, DNF Linjelopp  |
| Isabelle Söderberg     | Elittävlingar   | DNF Linjelopp                 |
| Martina Thomasson      | Elittävlingar   | 70. Linjelopp                 |
| Herrar                 |                 |                               |
| Jonas Ahlstrand        | U-23-tävlingar  | 84. Linjelopp                 |
| Emil Andersson         | Juniortävlingar | 27. Linjelopp                 |
| Jesper Dahlström       | U-23-tävlingar  | 59. Linjelopp                 |
| Marcus Fåglum Karlsson | Juniortävlingar | 4. Tempolopp, 90. Linjelopp   |
| Niklas Gustavsson      | U-23-tävlingar  | 114. Linjelopp                |
| Ludwig Halleröd        | Juniortävlingar | 33. Tempolopp, 108. Linjelopp |
| Fredrik Kessiakoff     | Elittävlingar   | 54. Linjelopp                 |
| Gustav Larsson         | Elittävlingar   | 12. Tempolopp                 |
| Philip Lindau          | U-23-tävlingar  | 135. Linjelopp                |
| Jonas Ljungblad        | Elittävlingar   | 117. Linjelopp                |
| Tobias Ludvigsson      | U-23-tävlingar  | 32. Tempolopp, 56. Linjelopp  |
| Thomas Lövkvist        | Elittävlingar   | 39. Linjelopp                 |
| Alexander Wetterhall   | Elittävlingar   | 37. Tempolopp                 |
| Edvin Wilson           | U-23-tävlingar  | 42. Tempolopp                 |